# Иванченко, Юрий
Юрий Иванченко (15 апреля 1969 — до июня 2009) — советский, узбекистанский и российский футболист, защитник, нападающий, полузащитник.
Начинал играть в команде второй лиги СССР «Хорезм» Янгиарык в 1983 году. В 1986 году провёл один матч (по другим данным — два) за «Сохибкор» Халкабад. В 1987 году играл за «Автомобилист» Наманган. В 1989 году играл по одним данным за СКА-ЦОП РШВСМФ Ташкент во второй лиге, по другим — за СКА-РШВСМ Ангрен (КФК). В 1990 году выступал во второй низшей лиге за «Шахтёр» Ангрен и «Ёшлик» Туракурган. В 1991 году за «Касансаец» Касансай во второй лиге сыграл 37 матчей, в следующем сезоне — четыре игры в чемпионате Узбекистана. Далее играл в первой лиге России за «Сахалин» Холмск (1992) и «Локомотив» Чита (1993—1995). В 1998 году провёл 10 матчей в чемпионате Узбекистана за «Андижан».
Скончался до июня 2009 года.